# Charmed – Zauberhafte Hexen
Charmed – Zauberhafte Hexen ist eine von 1998 bis 2006 produzierte US-amerikanische Fernsehserie, die acht Staffeln umfasst. Eine neunte und zehnte Staffel wurde in Form von Comics veröffentlicht. Die Serie, die sich der Elemente diverser Fernsehgenres bedient, wurde von Aaron Spellings Firma produziert und entwickelte sich im Laufe der Zeit zu einem der Markenzeichen des Fernsehnetworks The WB.

## Handlung

### Erste Staffel – Entdeckung ihrer magischen Fähigkeiten
Die Serie beginnt, als Phoebe Halliwell (Alyssa Milano) nach ihrer Rückkehr aus New York pleite bei ihren Schwestern Prue (Shannen Doherty) und Piper (Holly Marie Combs) ein halbes Jahr nach dem Tod ihrer Großmutter wieder in das Haus der Familie in San Francisco einzieht. Die drei sehr unterschiedlichen Schwestern geraten oft aneinander, vor allem Prue und Phoebe.
Als Piper und Phoebe sich mit einem alten Ouija-Brett beschäftigen, bewegt sich dessen Zeiger von selbst und buchstabiert das Wort „ATTIC“ (deutsch: „Dachboden“). Auf dem Dachboden findet Phoebe das Buch der Schatten, ein Erbstück der Familie, das die drei Schwestern zu ihrem Schicksal führt. Ohne die Zauberkräfte der Familie zu kennen, liest Phoebe laut aus dem Buch vor und beschwört somit die Zauberkräfte der drei Schwestern herauf – die „Macht der Drei“. Prue erhält die Fähigkeit der Telekinese, Piper die Macht, Dinge und Lebewesen so zu beeinflussen, dass sie stillstehen, und Phoebe hat plötzlich Visionen über eintretende oder in der Vergangenheit geschehene Ereignisse. Während Prue und Piper mit der Zeit lernen, ihre Kräfte gezielt einzusetzen, wird Phoebe von Visionen auch unkontrolliert heimgesucht, zum Beispiel bei der Berührung mit einer Person oder einem Gegenstand. Phoebe beginnt Kampfsport zu lernen, um auch über eine „aktive Kraft“ zu verfügen.
Der Ältestenrat weist den Mächtigen Drei einen Wächter des Lichts zu: Leo Wyatt (Brian Krause), der sich als Handwerker bei den Schwestern vorstellt und vor allem bei Piper und Phoebe einen starken Eindruck hinterlässt. Es entbrennt ein schwesterlicher Kampf um die Gunst des Mannes, den Piper schnell für sich entscheidet. Sie erfährt jedoch erst viel später von Leos wahrer Identität und über welche Kräfte er verfügt. Dazu zählen zum Beispiel das Beamen (von Ort zu Ort teleportieren, im Englischen „Orbing“ genannt) oder die Macht des Heilens.
Der Kampf gegen das Böse, das meist in Form von Dämonen und Hexenmeistern („Warlocks“) angreift, fordert schnell seinen Tribut. So wird Prues Freund, der Detective Andy Trudeau (T. W. King), bald nach seiner Einweihung Opfer eines Dämonenangriffs.

### Zweite Staffel – Berufliche Selbstverwirklichung
Phoebe beginnt in der zweiten Staffel nach erfolgloser Arbeitssuche Psychologie zu studieren.
Piper will ihren Traum von einem eigenen Club verwirklichen. Schließlich kann sie diesen mit den Bankbürgschaften ihrer Schwestern realisieren, wodurch Piper auf den Namen „P3“ kommt.
Nach dem Tod von Andy ist Prue kurzzeitig mit ihrem neuen Mitarbeiter im Auktionshaus Jack Sheridan (Lochlyn Munro) zusammen, obwohl sie ihn anfangs nicht ausstehen konnte. Nachdem Prue ihren Job im Auktionshaus gekündigt hat, will sie auch ihr Hobby, das Fotografieren, zu ihrem Beruf machen und wird als Fotografin für das „415 Magazine“ eingestellt.
Die Mutter der Hexen, Patty Halliwell (Finola Hughes) ist wegen eines Wasserdämons in einem See ertrunken, als ihre Töchter noch sehr klein waren. Deswegen hat Prue auch höllische Angst vor Wasser. Außerdem erfahren die Schwestern in der zweiten Staffel Einzelheiten über den Tod ihrer Mutter sowie die Beziehung zu ihrem Wächter des Lichts Sam (Scott Jaeck).
Piper ist hin- und hergerissen zwischen ihrem neuen Nachbarn Dan Gordon (Greg Vaughan) und ihrem Wächter des Lichts Leo, der kurzzeitig für sie sogar seine Kräfte (und somit auch seine Unsterblichkeit) aufgibt. Obwohl Beziehungen zwischen Wächtern des Lichts und ihren Schützlingen strikt verboten sind, entscheidet sich Piper für Leo, und Dan zieht weg.
Prue erhält die Kraft der Astralprojektion (außerkörperliche Erfahrung), wodurch sie sich an zwei Orten zugleich aufhalten kann. Ihr Unterbewusstsein projiziert sich an einen anderen Ort. Ihre leibliche Hülle verfällt in eine Starre und ihr Astral-Ich kann sich nur wieder selbst zurückprojizieren.
Andys Kollege Darryl Morris (Dorian Gregory), der im Laufe der Zeit zum Freund der Hexen wird, schwebt derweil häufig in Gefahr.

### Dritte Staffel – Halbsterbliche Beziehungen
Die Mächtigen Drei bekommen es zu Beginn der Staffel mit einer Verschwörung des Bösen zu tun: Kriminelle erhalten dämonischen Beistand. Phoebe muss als Zeugin gegen einen Mörder aussagen und verliebt sich in den Staatsanwalt Cole Turner (Julian McMahon). Erst spät erkennt Phoebe, wer sich wirklich hinter ihrem Freund verbirgt – der mächtige Halbdämon Balthasar, gesandt von der Triade, um die Mächtigen Drei zu vernichten. Cole verliebt sich in Phoebe und tötet daraufhin die Triade. Phoebe täuscht ihren Schwestern eine Zeit lang seine Vernichtung vor, währenddessen sich Cole vor beiden Seiten im Mausoleum versteckt.
Cole entschließt sich, sein Dasein als böser Dämon aufzugeben und nur seine gute, menschliche Hälfte hervortreten zu lassen. Eher widerwillig akzeptieren Prue und Piper die Beziehung ihrer jüngsten Schwester zu einem Dämon, die immer wieder auf eine harte Probe gestellt wird, da auch das Böse um Balthasar kämpft.
Leo macht Piper einen Heiratsantrag. Nach etlichen Problemen mit dem Ältestenrat, der strikt gegen eine Beziehung zwischen einem Wächter des Lichts und einer Hexe ist, können Piper und Leo Mitte der dritten Staffel endlich heiraten und ein gemeinsames Leben beginnen. Piper erhält die Kraft, Moleküle zu beschleunigen, sodass die Person oder der Gegenstand, auf den sie zielt, explodiert. Auch bei dieser Fähigkeit hat sie zu Beginn Probleme, sie zu beherrschen; sie wird jedoch zu einer guten Waffe im Kampf gegen die Dämonen.
Auch Phoebe erhält zu Beginn der Staffel eine neue Fähigkeit. Sie lernt zu levitieren und ist fortan auch im Besitz einer aktiven Kraft.
In der letzten Folge tritt der Dämon Shax auf, um einen Arzt zu töten, der den Mächten des Bösen im Weg ist. Dabei wird der Kampf zwischen ihm und den Schwestern von einem Fernsehteam aufgenommen, wodurch die Öffentlichkeit erfährt, dass Piper und Prue Hexen sind. Als Piper dann auch noch angeschossen wird und stirbt, bittet Cole die Quelle des Bösen, dass der Dämon Tempus die Zeit zurückdreht. Doch der Herrscher schlägt einen Deal vor und verlangt, dass dafür Phoebe in der Unterwelt bleibt und nur so ihre Schwester Piper retten kann. Phoebe stimmt zu, doch sie verlangt das Versprechen, dass ihre Schwestern vor Shax gewarnt werden, bevor er bei den Halliwells eindringt. Allerdings wird sie getäuscht; Piper, Prue und der Arzt werden von Shax angegriffen. Als Leo die Schwestern retten will, erwacht nur noch Piper wieder zum Leben. Prue und der Arzt sind tot.

### Vierte Staffel – Neuentstehung beider Mächte
Nach dem Tod von Prue scheint die Macht der Drei zerstört. Auf Prues Beerdigung taucht Paige Matthews (Rose McGowan) auf, die bei Phoebe eine Vision auslöst. Wie sich später herausstellt, wurde Paige durch Magie auf die Beerdigung gelockt. Durch ihre Mutter Patty und die Großmutter Penny (Jennifer Rhodes) erfahren Piper, Phoebe, Leo und Cole, dass Paige Pattys Tochter ist, entstanden aus der heimlichen Liebschaft zwischen Patty und ihrem Wächter des Lichts, Sam. Die Macht der Drei entsteht aufs Neue, trotz aller Versuche der Quelle, dies zu verhindern. Paige wurde erzählt, dass ihre leiblichen Eltern kurz nach ihrer Geburt starben und sie an ein Kloster weitergegeben wurde. Paige hat ebenfalls individuelle Zauberkräfte. Da sie zur Hälfte Hexe und zur Hälfte Wächterin des Lichts ist, werden ihre magischen Fähigkeiten mehr von der Seite der Wächter des Lichts geprägt als von der Hexenseite (zum Beispiel telekinetisches beamen oder Teleportation).
Der nächste Schicksalsschlag lässt jedoch nicht lange auf sich warten. Phoebe (inzwischen mit Cole verheiratet und von ihm schwanger) muss erkennen, dass ihr Mann nach der Vernichtung der Quelle alles Bösen deren magische Kräfte erhalten hat und nun selbst die Quelle des Bösen ist. Ein tückischer Plan der mächtigen Seherin (Debbi Morgan) zerstört das Glück der beiden. Die Schwestern vernichten Cole und für Phoebe bricht eine Welt zusammen. Im Kampf gegen die Seherin verliert Phoebe ihr Kind, das großen Einfluss auf sie hatte.
Die Schwestern bekommen überraschenden Besuch vom Engel des Schicksals und erhalten die Möglichkeit, ein friedliches nicht-magisches Leben zu führen, lehnen aber schließlich ab. Der Engel des Schicksals überbringt Piper und Leo die frohe Nachricht, dass Piper schwanger ist.

### Fünfte Staffel – Trennungen
Piper ist schwanger und ziemlich genervt. Durch das Kind, das sie erwartet, werden ihre Kräfte zum Teil eingeschränkt, weil das Baby sie beeinflusst. Sie wird dadurch aber auch praktisch unbesiegbar, da das Kind sie sofort heilt, wenn sie verwundet wird. Paige gibt ihren Job auf, um sich nur noch der Hexerei zu widmen und Phoebe macht eine steile Karriere als Star-Kolumnistin beim „Bay Mirror“.
Cole schafft es, sich aus dem „Verlorenen Land“ (Tal der getöteten Dämonen), zu befreien, indem er die Kräfte der Toten einsammelt, und erscheint zu Phoebes Überraschung zu seiner Scheidungsverhandlung. Da ihre Beziehung endgültig gescheitert ist, will er sich aus Liebeskummer umbringen, scheitert aber trotz Provokation der Schwestern zu einem Vernichtungsversuch an seiner Unsterblichkeit. Um Phoebe zurückzugewinnen, schließt er sich letzten Endes den noch unbekannten Avataren an. Diese statten ihn mit noch mehr Macht aus, wodurch es ihm möglich ist, eine Realität zu erschaffen, in der Paige vor der Vereinigung mit ihren Schwestern stirbt, um mit Phoebe zusammen zu sein. Paige gelangt jedoch durch einen Zufall ebenfalls in die neue Realität. Da Cole in dieser nicht unsterblich ist, kann er durch die erneut vereinten Schwestern an seinem eigenen Geburtstag endgültig vernichtet werden.
Piper und Leo bekommen – entgegen früheren Zukunftsvisionen – einen Sohn, dem sie – der Tradition zum Trotz (alle Namen beginnen mit einem „P“) – den Namen Wyatt Matthew Halliwell geben. Dämonen versuchen, Wyatt für ihre Zwecke zu benutzen, was aber die Mächtigen Drei verhindern. Die erste Kraft, die Wyatt bekommt und auch schon im Mutterleib einsetzt, ist ein magischer Schutzschild, mit dem er sich selbst und auch andere Personen beschützen kann. Durch das Kind kommt aber auch viel Bewegung in die Familie, was schließlich dazu führt, dass Leo und Piper in eine Eheberatung gehen müssen, da sie sich andauernd streiten.
Leo wird nach der Vernichtung des Ältestenrats durch die Titanen in diesen befördert, was bedeutet, dass er seine Familie aufgeben muss, da ein Ältester nicht auf der Erde lebt.
Chris Perry (Drew Fuller), der aus der Zukunft gekommen ist, hilft den Schwestern im Kampf gegen die Titanen (alle drei werden zu Göttinnen), um die Zukunft zu verändern, damit sie nicht von den Titanen beherrscht wird. Aber nicht nur das ist der Grund, warum er aus der Zukunft gekommen ist, er hat noch ein ganz anderes Ziel.

### Sechste Staffel – Kampf um Wyatt
Zu einer handfesten Krise kam es wenige Tage vor dem Drehstart der sechsten Staffel, nachdem sich Alyssa Milano ihre vormals langen Haare ohne Rücksprache mit den Produzenten extrem kurz schneiden ließ. Dies wurde dann letztlich dadurch entschärft, dass Phoebe in einer der ersten Szenen von ihrer Schwester mit den Worten „Deine neue Frisur gefällt mir wirklich fabelhaft“ begrüßt wird. Ähnliches hat bereits Rose McGowan in der vorigen Staffel geschafft. Paiges damals neue rote Haare wurden mit einem Unfall beim Mischen eines Zaubertranks erklärt. Auch in dieser Staffel wechselt Paige die Haarfarbe, was von Piper mit dem Satz „Sie ist komisch geworden, seit sie die Haarfarbe gewechselt hat“ kommentiert wird.
Phoebe besitzt nun eine weitere Kraft. Sie kann als Empathin die Gefühle anderer Menschen reflektieren. Es kommt zu absurden Situationen, wenn Phoebe von den Gefühlen ihrer Schwestern überwältigt wird. Chris kann jedoch mit Hilfe eines Zaubertranks dafür sorgen, dass Piper und Paige gegen Phoebes Kraft immun werden. In einer Folge der dritten Staffel hatte auch Prue diese Fähigkeit durch einen Dämon erlangt und ist daran fast zugrunde gegangen.
Leo ist weiterhin meist bei den Mächtigen Drei auf der Erde, um Nachforschungen über seine Verbannung nach Walhalla anzustellen. Der neue Wächter des Lichts der Mächtigen Drei, Chris, erscheint auf den ersten Blick zwielichtig, Phoebe jedoch erkennt in einer Vision als Erste, dass Chris Pipers zweiter Sohn ist. Und als Chris offenbart, dass Leo sein Vater ist, tut sich das Problem der Zeugung auf, da Leo und Piper kein Paar mehr sind. Außerdem gibt Chris zu, dass er nur aus der Zukunft zurückgekommen ist, um zu verhindern, dass Wyatt böse wird.
Phoebes Beziehung mit ihrem Chef, Jason Dean (Eric Dane), scheitert ebenso wie Paiges Beziehung mit dem Hexer Richard Montana (Balthazar Getty) an der Magie.
Mitte der sechsten Staffel erscheint Gideon (Gildart Jackson) zum ersten Mal. Er ist ein Ältester, Leos Mentor sowie Leiter der Zauberschule. Gideon war einer der Befürworter der Hochzeit zwischen Leo und Piper. Dies bereut er jedoch bald, da er meint, dass Wyatt eine zu große Bedrohung für die Mächte des Guten sei.
Er wird am Ende der sechsten Staffel von Leo vernichtet, als dieser erfährt, dass Gideon Wyatt umbringen will. Die Folgen seiner Taten reichen jedoch weit in die siebte Staffel hinein. Nachdem er seinen ersten Zug macht, um Wyatt zu töten, kommen Piper und Leo wieder zusammen – Chris wird in dieser Nacht gezeugt.
Ein weiterer wichtiger Charakter, der in der sechsten Staffel zum ersten Mal auftaucht, ist Inspector Sheridan (Jenya Lano). Ihretwegen kam Darryl einem „dauerhaften“ Tod näher als jemals zuvor und möchte deshalb nichts mehr mit den Schwestern zu tun haben. Um ihm das Leben zu retten, machen die Mächtigen Drei wieder einmal das Unmögliche möglich, was jedoch zur Folge hat, dass der Dämon Barbas (Billy Drago) wieder befreit wird.
Am Ende der sechsten Staffel kommt es nach mehreren traurigen und schmerzhaften Ereignissen doch noch zu einem Happy End. Chris kommt in dieser Doppelfolge, trotz Komplikationen bei Piper, gesund zur Welt. Doch der Chris aus der Zukunft stirbt durch Gideon. Barbas ist nach wie vor „auf freiem Fuß“.

### Siebte Staffel – Die Erschaffung von Utopia
Über Gideons Taten schockiert, versucht Leo jetzt alle Bedrohungen für seine Söhne Wyatt und Chris zu beseitigen und fängt mit Barbas an. Dieser kann ihn jedoch, indem er sich in Leos Gedanken einschleicht, dazu bringen, einen weiteren Ältesten (Zola) zu töten. Nachdem Barbas getötet wurde, setzt Leo seinen Feldzug – mit getrübtem Urteilsvermögen – fort und hat kaum mehr Zeit für seine Familie oder für seine Pflichten als Ältester. Seine Beziehung zu Piper leidet ebenfalls stark darunter.
Paige entscheidet sich, die Leitung der Zauberschule zu übernehmen und für ihr Fortbestehen gegen die Ältesten zu kämpfen. Phoebes Ratschläge werden zunehmend schlechter, weswegen vorübergehend ein Ghostwriter angeheuert wird, in den sie sich sofort verliebt, dann aber doch Angst bekommt und ihm aus dem Weg geht. Doch Leslie (Nick Lachey) nimmt an einem Preisausschreiben, bei welchem ein Date mit Phoebe zu gewinnen ist, teil und gewinnt. Sie „kommen (kurzzeitig) zusammen“, obwohl Phoebe das Date platzen lässt, bis Leslie wieder in seine Heimatstadt zieht und Phoebe zur Arbeit zurückkehrt.
Leo wird unterdessen von einem mysteriösen Kopf heimgesucht. Später stellt sich heraus, dass die sogenannten Avatare, welche über sehr große Macht verfügen und weder gut noch böse sind, Leo von ihrer Idee einer friedlichen Welt ohne Magie zu überzeugen versuchen, denn Leo verfügt über sehr große Kraft. Um diesen Plan zu verwirklichen, wird allerdings auch die Macht der Drei benötigt. Die Avatare schaffen es, Leo zu überzeugen, einer von ihnen zu werden. Durch Leo gelingt es ihnen, dann auch Piper und Phoebe auf ihre Seite zu bringen, während Paige eher skeptisch ihnen gegenüber ist, da die Eltern ihres Freundes, Agent Kyle Brody (Kerr Smith), angeblich von den Avataren ermordet worden sind, doch dank einer Zeitreise finden sie heraus, dass dies nicht die Avatare, sondern Dämonen waren. Aber Kyle ist immer noch davon überzeugt, dass die Avatare nichts Gutes bedeuten, womit er letztendlich recht hat. Doch die Mächtigen Drei bemerken dies erst zu spät, als dieser schon tot ist und der Plan, Utopia zu erschaffen, schon vollendet worden ist. Also schließen sich die drei mit Zankou, einem Dämonen, zusammen, um die Avatare zu vernichten, die jedoch einsehen, dass sie einen Fehler gemacht haben, und Utopia wieder verschwinden lassen. Sie geben ihr Ziel jedoch nicht endgültig auf. Da Paige immer weniger Freude an ihrer Arbeit findet, wird Leo neuer Leiter der Zauberschule. Auch ist sie anfangs niedergeschlagen, da Kyle Brody ein Wächter des Lichts geworden ist.
Außerdem taucht noch der Ex-Dämon Drake (Billy Zane) auf, der zwar nur in drei Folgen auftritt, aber trotzdem eine sehr wichtige Rolle spielt. In der Folge „Der verlorene Leo“ taucht Coles Geist auf und versucht, Piper und Leo wieder zu vereinen. Zusammen mit Drake will er damit Phoebes Glauben an die Liebe zurückbringen, da er der Ansicht ist, diesen bei ihr zerstört zu haben.
Am Ende der Staffel schafft es schließlich der Dämon Zankou, die Schwestern so zu schwächen, dass er das Buch der Schatten erlangt und sie dadurch aus dem Haus vertreiben kann. Mit der Hilfe des Buches kann er zudem die Kräfte von Piper und Phoebe stehlen. Um ihn zu stoppen, entwickeln die Mächtigen Drei einen Plan, bei dem es den Anschein hat, als würden sie sterben. Sie zerstören den Nexus, nachdem ihn Zankou in sich aufgenommen hat, kommen jedoch selbst dank Astralprojektion nicht zu Schaden. Um ihre Zauberkräfte weiter geheim zu halten und um fortan ein normales Leben führen zu können, nehmen die drei Schwestern sowie Leo neue Identitäten an.

### Achte Staffel – Die Ultimative Macht
Die Schwestern haben ihren eigenen Tod vorgetäuscht, um der Polizei und den Dämonen zu entgehen. Nun besitzen Piper, Phoebe, Paige und Leo neue magische Identitäten. Für die Außenwelt sind sie jetzt die Cousinen der Halliwells, die nach San Francisco gekommen sind, um den Nachlass der vermeintlich toten Halliwell-Schwestern zu regeln. Piper, Paige und Phoebe heißen jetzt Jenny (später Jamie), Jo und Julie Bennett und Leo wird zu Louis.
Die Zauberschule wird von Dämonen besetzt, sodass die Nachwuchsausbildung der Guten erschwert wird.
Die junge Hexe Billie (Kaley Cuoco) ist ein Schützling von Paige. Obwohl Paige das Auffliegen ihrer Tarnung riskiert, reagiert sie auf Billies Ruf. Am Anfang wehrt Billie sich zwar dagegen, eine Wächterin des Lichts zu haben, doch schließlich bringen ihr die Schwestern ihr Handwerk bei und Billie jagt Dämonen, so dass die Schwestern ein normaleres Leben führen können.
Phoebe hat eine Vision, die ihr zeigt, wie sie einen Mann namens Dex Lawson (Jason Lewis) heiratet, der ihr bereits einige Male in der Redaktion ihrer Zeitung begegnet ist. Sie macht ihr neues Selbst mit ihm bekannt, beide verlieben sich und heiraten unter dem Einfluss eines Zaubers.
Allerdings können die Schwestern sich nicht lange mit ihren neuen Identitäten abfinden und machen den Zauber daher wieder rückgängig. Sie beginnen mit dem Ministerium für Staatsschutz zusammenzuarbeiten und können dafür in ihr altes Leben zurückkehren.
Leo wird in der zehnten Folge dieser Staffel („Vaya Con Leos“) bis zum Ende der Ultimativen Schlacht eingefroren, denn nur so konnte sein Tod verhindert werden. Sein Tod sollte die Schwestern abhärten, um ihre Überlebenschancen in der Schlacht zu verbessern.
Paige lernt den Bewährungshelfer Henry Mitchell (Ivan Sergei) kennen und heiratet ihn schließlich.
Phoebes Beziehung mit dem Künstler Dex scheitert, da er überfordert ist, als sie sich vor seinen Augen in Julie verwandelt. Daraufhin versucht ein Cupido namens Coop (Victor Webster), einen Mann für Phoebe zu finden, beide verlieben sich ineinander, meinen aber, dass eine Beziehung gegen die magischen Regeln verstoßen würde.
Letztlich findet Billie auch ihre Schwester Christy wieder. Christy war vor 15 Jahren im Auftrag der Triade von Dämonen entführt worden. Diese konnten sie auf ihre Seite ziehen. Die Triade wollte so dafür sorgen, dass die Mächtigen Drei ebenbürtige Gegenspieler bekommen, denn Billie und Christy verfügen gemeinsam über die „Ultimative Macht“.
Billies und Christys Eltern werden von Dämonen ermordet. Christy behauptet, Piper habe den Dämonen die Tat ermöglicht. Daraufhin will Billie mit ihr zusammen die Mächtigen Drei vernichten. Als sie mit Wyatts Hilfe das „Nichts“ herbeirufen und ihm seine Kräfte stehlen, beginnt die Ultimative Schlacht. Auch die Halliwells haben das „Nichts“ in sich aufgenommen. Doch die Ultimative Schlacht endet tragisch: Phoebe, Paige und Christy sterben. Der Engel des Schicksals vereint Leo und Piper nach der Ultimativen Schlacht. Allerdings merkt diese vor ihrem Verschwinden auch an, dass die Ultimative Schlacht nicht dazu bestimmt war, auf diese Art und Weise zu enden. Piper kann durch mehrere Zeitreisen ihre Schwestern retten. Billie reist durch ihre – in der Mitte der Staffel erworbene – Projektionskraft ebenfalls in die Vergangenheit und findet heraus, dass die Dämonen Christy auf ihre Seite gezogen haben und tötet sie schließlich in Notwehr.
Die letzten Szenen der Serie zeigen das Leben nach der Ultimativen Schlacht. So wird offenbart, dass jede der Schwestern drei Kinder haben wird.
Phoebe und Coop, welche die Ältesten zusammengeführt haben, heiraten in der Zauberschule und bekommen drei gemeinsame Töchter, um die sich Billie gelegentlich kümmert.
Piper und Leo haben noch eine Tochter namens Melinda. Leo übernimmt wieder die Zauberschule, während Piper ein eigenes Restaurant eröffnet.
Paige ist Mutter von einem Sohn namens Henry Jr. und Zwillingsmädchen und hilft der nächsten Generation von Hexen und Wächtern des Lichts, ihre Bestimmung anzunehmen.
Die Mächtigen Drei sind entlastet, da ihre Kinder in der Zukunft gegen das Böse kämpfen und erfüllen sich ihre Träume.

## Besetzung und Synchronisation
Die Serie wurde bei der Telesynchron Film GmbH in Berlin vertont. Roland Frey und Ulrike Heiland schrieben die Dialogbücher, Jürgen Kluckert führte die Dialogregie.

### Hauptbesetzung
| Schauspieler       | Rollenname                                      | Hauptrolle (Episode) | Nebenrolle (Episode)  | Synchronsprecher                                   |
| ------------------ | ----------------------------------------------- | -------------------- | --------------------- | -------------------------------------------------- |
| Holly Marie Combs  | Piper Halliwell                                 | 1.01–8.22            |                       | Melanie Hinze                                      |
| Alyssa Milano      | Phoebe Halliwell                                | 1.01–8.22            |                       | Dascha Lehmann                                     |
| Shannen Doherty    | Prudence „Prue“ Halliwell                       | 1.01–3.22            |                       | Ranja Bonalana                                     |
| Rose McGowan       | Paige Matthews                                  | 4.01–8.22            |                       | Carola Ewert (4.01–5.10) Anna Carlsson (5.11–8.22) |
| Dorian Gregory     | Darryl Morris                                   | 1.01–7.22            |                       | Charles Rettinghaus                                |
| T. W. King         | Andrew „Andy“ Trudeau                           | 1.01–1.22            |                       | Thomas Nero Wolff                                  |
| Greg Vaughan       | Dan Gordon                                      | 2.01–2.22            |                       | Simon Jäger                                        |
| Karis Paige Bryant | Jenny Gordon                                    | 2.01–2.06            |                       | Oona Plany                                         |
| Brian Krause       | Leonardo „Leo“ Wyatt                            | 2.14–8.22            | 1.03–2.13             | Tobias Kluckert                                    |
| Julian McMahon     | Cole Turner / Balthasar                         | 3.01–5.12            | 7.16                  | Torsten Michaelis                                  |
| Drew Fuller        | Christopher „Chris“ Perry Halliwell (erwachsen) | 6.01–6.23            | 5.22–5.23, 7.07, 8.22 | Norman Matt                                        |
| Kaley Cuoco        | Billie Jenkins                                  | 8.01–8.22            |                       | Julia Kaufmann                                     |

### Nebenrollen
| Schauspieler                 | Rollenname                          | Nebenrolle (Staffel) | Nebenrolle (Episode)        | Synchronsprecher                                            |
| ---------------------------- | ----------------------------------- | -------------------- | --------------------------- | ----------------------------------------------------------- |
| Neil Roberts                 | Rex Buckland                        | 1                    | 1.02–1.10                   | Boris Tessmann                                              |
| Leigh-Allyn Baker            | Hannah Webster                      | 1                    | 1.02–1.10                   | Nadja Reichardt                                             |
| Cristine Rose                | Claire Pryce                        | 1                    | 1.11–1.20                   | Joseline Gassen                                             |
| Billy Drago                  | Barbas                              | 1–2, 5–7             | 1.13, 2.09, 5.07, 6.19–7.01 | Jan Spitzer                                                 |
| Jennifer Rhodes              | Penelope „Penny“ Halliwell          | 1–8                  | 1.15–8.22                   | Bettina Schön (Staffel 1–5) Rita Engelmann (Staffel 6–8)    |
| Finola Hughes                | Patricia „Patty“ Halliwell          | 1–5, 7–8             | 1.17–5.02, 7.03, 8.22       | Daniela Hoffmann (Staffel 1) Joseline Gassen (Staffel 3–8)  |
| Carlos Gómez                 | Inspector Rodriguez                 | 1                    | 1.20–1.22                   | Jörg Hengstler                                              |
| Lochlyn Munro                | Jack Sheridan                       | 2                    | 2.06–2.12                   | David Nathan                                                |
| Scott Jaeck                  | Samuel „Sam“ Wilder                 | 2, 5, 8              | 2.08, 5.09, 8.07            | Klaus-Dieter Klebsch                                        |
| Amir Aboulela                | Triade-Mitglied                     | 3                    | 3.02–3.07                   | Stefan Fredrich                                             |
| Shaun Toub                   | Triade-Mitglied                     | 3                    | 3.02–3.07                   | Thomas Wolff                                                |
| Rick Overton                 | Triade-Mitglied                     | 3                    | 3.02–3.07                   | Jürgen Kluckert                                             |
| Keith Diamond                | Reece Davidson                      | 3, 7                 | 3.08–3.16, 7.21             | Lutz Schnell                                                |
| James Read                   | Victor Bennett                      | 3–8                  | 3.10–8.22                   | Helmut Gauß                                                 |
| Simon Templeman              | Engel des Todes                     | 3, 7–8               | 3.16, 7.05, 8.10            | Klaus-Dieter Klebsch (Staffel 3) Erich Räuker (Staffel 7–8) |
| David Reivers                | Bob Cowan                           | 4–5                  | 4.01–5.02                   | Jörg Hengstler                                              |
| Ben Guillory                 | Die Quelle des Bösen                | 4                    | 4.01–4.07                   | Klaus-Dieter Klebsch                                        |
| Peter Woodward               | Die Quelle des Bösen                | 4, 8                 | 4.13, 8.04                  | Klaus-Dieter Klebsch                                        |
| Krista Allen                 | Orakel                              | 4                    | 4.01–4.07                   | Ghadah Al-Akel                                              |
| Jesse Woodrow                | Glen Belland                        | 4–5                  | 4.06, 4.11, 5.13            | Michael Iwannek (4.06) Sven Hasper (4.11 & 5.13)            |
| Debbi Morgan                 | Die Seherin                         | 4–5                  | 4.13–4.21, 5.12             | Arianne Borbach                                             |
| Rebecca Balding              | Elise Rothman                       | 4–8                  | 4.16–8.21                   | Marie Gruber                                                |
| Joel Swetow                  | Avatar Alpha                        | 5, 7                 | 5.09, 5.12, 7.06–7.13       | Bodo Wolf                                                   |
| Sandra Prosper               | Sheila Morris                       | 5–7                  | 5.12–7.22                   | Diana Borgwardt                                             |
| Eric Dane                    | Jason Dean                          | 5–6                  | 5.16–6.13                   | David Nathan                                                |
| Jason und Kristopher Simmons | Wyatt Matthew Halliwell (Kind)      | 5–8                  | 5.21–8.22                   |                                                             |
| Balthazar Getty              | Richard Montana                     | 6                    | 6.05–6.15                   | Gerrit Schmidt-Foß                                          |
| Wes Ramsey                   | Wyatt Matthew Halliwell (erwachsen) | 6–8                  | 6.10, 6.23, 7.20, 8.22      | Dennis Schmidt-Foß                                          |
| Gildart Jackson              | Gideon                              | 6                    | 6.14–6.23                   | Detlef Bierstedt                                            |
| Christopher Neiman           | Sigmund                             | 6                    | 6.14–6.21                   | Gerald Schaale                                              |
| Jenya Lano                   | Inspector Sheridan                  | 6–7                  | 6.19–7.22                   | Katarina Tomaschewsky                                       |
| Nick Lachey                  | Leslie St. Claire                   | 7                    | 7.01–7.06                   | Marius Clarén                                               |
| Elizabeth Dennehy            | Sandra                              | 7–8                  | 7.02–8.19                   | Karin Grüger                                                |
| John de Lancie               | Odin                                | 7                    | 7.02–7.16                   | Hans-Werner Bussinger                                       |
| Kerr Smith                   | Kyle Brody                          | 7                    | 7.04–7.13                   | Robin Kahnmeyer                                             |
| Ian Anthony Dale             | Avatar Gamma                        | 7                    | 7.06–7.13                   | Bernhard Völger                                             |
| Patrice Fisher               | Avatar Beta                         | 7                    | 7.06–7.12                   | Ulrike Stürzbecher                                          |
| Oded Fehr                    | Zankou                              | 7                    | 7.10–7.22                   | Ingo Albrecht                                               |
| Billy Zane                   | Drake dè Mon                        | 7                    | 7.14–7.16                   | Nicolas Böll                                                |
| Brandon Quinn                | Agent Murphy                        | 8                    | 8.01–8.09                   | Klaus-Peter Grap                                            |
| Jason Lewis                  | Dex Lawson                          | 8                    | 8.01–8.06                   | Markus Pfeiffer                                             |
| Ivan Sergei                  | Henry Mitchell                      | 8                    | 8.08–8.22                   | Peter Flechtner                                             |
| Marnette Patterson           | Christy Jenkins                     | 8                    | 8.15–8.22                   | Maria Koschny                                               |
| Leland Crooke                | Triade-Mitglied Candor              | 8                    | 8.15–8.22                   | Frank-Otto Schenk                                           |
| Søren Oliver                 | Triade-Mitglied Baliel              | 8                    | 8.15–8.22                   | Till Hagen                                                  |
| Steven J. Oliver             | Triade-Mitglied Asmodeus            | 8                    | 8.15–8.22                   | Victor Deiß                                                 |
| Victor Webster               | Cupido „Coop“                       | 8                    | 8.16–8.22                   | Jaron Löwenberg                                             |
| Anthony Cistaro              | Dumain                              | 8                    | 8.20–8.22                   | Peter Reinhardt                                             |

### Gastbesetzung

#### Staffel 1
- Anthony Denison, Folge: „Die Formwandler“ (Originaltitel: „Thank You for Not Morphing“) – Victor Bennett
- John Cho, Folge: „Rendezvous mit einem Geist“ (Originaltitel: „Dead Man Dating“) – Mark Chao
- Barbara Stock, Folge: „Höllenhochzeit“ (Originaltitel: „The Wedding from Hell“) – Grace Spencer
- Danielle Harris, Folge: „Schwester der Nacht“ (Originaltitel: „The Fourth Sister“) – Aviva
- Shawn Christian, Folgen: „Wer hat Angst vorm Schwarzen Mann?“ (Originaltitel: „Is There a Woogy in the House?“), „Wenn das Böse erwacht“ (Originaltitel: „When Bad Warlocks Turn Good“) und „Blind“ (Originaltitel: „Out of Sight“) – Josh
- Michael Weatherly, Folge: „Wenn das Böse erwacht“ (Originaltitel: „When Bad Warlocks Turn Good“) – Brendan Rowe
- Jeff Kober, Folge: „Ein Geist, zwei Schwestern“ (Originaltitel: „The Power of Two“) – Jackson Ward (Der Geist von Alcatraz)
- Michael Trucco, Folge: „Wächter der Dunkelheit“ (Originaltitel: „Love Hurts“) – Alec
- David Carradine, Folge: „Immer wieder Mittwoch“ (Originaltitel: „Déjà Vu All Over Again“) – Tempus

#### Staffel 2
- Misha Collins, Folge: „Die Akasha-Rollen“ (Originaltitel: „They’re Everywhere“) – Eric Bragg
- Dean Norris, Folge: „Die Akasha-Rollen“ (Originaltitel: „They’re Everywhere“) – Sauger / „Dr. Stone“
- Antonio Sabato Jr., Folgen: „Zwischen Himmel und Hölle“ (Originaltitel: „Ms. Hellfire“) und „Das Zeichen“ (Originaltitel: „Give Me a Sign“) – Bane Jessup
- Clayton Rohner, Folge: „Mitten ins Herz“ (Originaltitel: „Heartbreak City“) – Drazi
- Matthew Glave, Folgen: „Fieber“ (Originaltitel: „Awakened“) und „Hexenblut“ (Originaltitel: „Astral Monkey“) – Dr. Curtis Williamson
- Amy Adams, Folge: „Vom Pech verfolgt“ (Originaltitel: „Murphy’s Luck“) – Maggie Murphy
- Arnold Vosloo, Folge: „Vom Pech verfolgt“ (Originaltitel: „Murphy’s Luck“) – Wächter der Finsternis
- Brian Thompson, Folge: „Die Reiter der Apokalypse“ (Originaltitel: „Apocalypse Not“) – Krieg

#### Staffel 3
- Elisabeth Harnois, Folge: „Hexenhochzeit“ (Originaltitel: „Magic Hour“) – Brooke
- Scout Taylor-Compton, Folge: „Von Feen und Trollen“ (Originaltitel: „Once Upon a Time“) – Thistle
- Steve Valentine, Folge: „Gegen alle Regeln“ (Originaltitel: „Blinded by the Whitelighter“) – Eames
- Ron Perlman, Folge: „Verlorene Seelen“ (Originaltitel: „Wrestling with Demons“) – Mr. Kellman
- Dana Ashbrook, Folge: „Trauung mit Hindernissen“ (Originaltitel: „Just Harried“) – T.J.
- Matt Battaglia, Folge: „Die Todesfee“ (Originaltitel: „Look Who’s Barking“) – Journalist
- Ashley Tisdale, Folge: „Die Todesfee“ (Originaltitel: „Look Who’s Barking“) – Ausreißerin
- Michael Bailey Smith, Folge: „Das Ende“ (Originaltitel: „All Hell Breaks Loose“) – Die Quelle des Bösen und Shax

#### Staffel 4
- Michael Bailey Smith, Folge: „Die neue Macht der Drei“ (Originaltitel: „Charmed Again“) – Shax
- Robert Englund, Folge: „Der Sammler“ (Originaltitel: „Size Matters“) – Gammill
- Alicia Keys, Folge: „Der Sammler“ (Originaltitel: „Size Matters“) – VIP-Gast im P3
- Bethany Joy Lenz, Folge: „Ein Prinz für Paige“ (Originaltitel: „A Knight to Remember“) – Lady Julia
- Charlie Weber, Folge: „Ein Prinz für Paige“ (Originaltitel: „A Knight to Remember“) – Prinz
- Coolio, Folge: „Die Braut trägt Schwarz“ (Originaltitel: „Marry-Go-Round“) – Lazarus-Dämon
- Molly Hagan, Folge: „Das fünfte Rad“ (Originaltitel: „The Fifth Halliwheel“) – Karen Young
- Dakin Matthews, Folge: „Der Engel des Schicksals“ (Originaltitel: „Witch Way Now?“) – Engel des Schicksals

#### Staffel 5
- Sean Patrick Flanery, Folge: „Und wenn sie nicht gestorben sind …“ (Originaltitel: „Happily Ever After“) – Adam Prinze
- Melinda Clarke, Folge: „Sirenengesang“ (Originaltitel: „Siren Song“) – Sirene
- Mark Sheppard, Folge: „Superhelden“ (Originaltitel: „Witches in Tights“) – Arnon
- Tobin Bell, Folge: „Böse Augen“ (Originaltitel: „The Eyes Have It“) – Orin
- Emmanuelle Vaugier, Folge: „Böse Augen“ (Originaltitel: „The Eyes Have It“) – Dr. Ava Nicolae
- Grace Zabriskie, Folgen: „Babyalarm“ (Originaltitel: „Baby’s First Demon“) und „Nichts sehen, nichts hören, nichts sagen“ (Originaltitel: „Sense and Sense Ability“) – Crone
- Zachary Quinto, Folge: „Katzenjammer“ (Originaltitel: „Cat House“) – Warlock
- Norman Reedus, Folgen: „Nichts sehen, nichts hören, nichts sagen“ (Originaltitel: „Sense and Sense Ability“) und „Hexentaufe“ (Originaltitel: „Necromancing the Stone“) – Nate Parks
- Scout Taylor-Compton, Folgen: „Hexentaufe“ (Originaltitel: „Necromancing the Stone“) und „Kampf der Titanen“ (Originaltitel: „Oh My Goddess!“) – Fee
- Brian Thompson, Folge: „Kampf der Titanen“ (Originaltitel: „Oh My Goddess!“) – Chronos

#### Staffel 6
- Melissa George, Folge: „Im Bann der Walküren“ (Originaltitel: „Valhalley of the Dolls“) – Freyja
- Jenny McCarthy, Folge: „Die Ohnmacht der Drei“ (Originaltitel: „The Power of Three Blondes“) – Mitzy Stillman
- Jennifer Sky, Folge: „Die Ohnmacht der Drei“ (Originaltitel: „The Power of Three Blondes“) – Mabel Stillman
- Rachelle Lefèvre, Folge: „Tödliche Liebe“ (Originaltitel: „Love’s a Witch“) – Olivia Callaway
- Kathryn Joosten, Folge: „Opfer der Sehnsucht“ (Originaltitel: „My Three Witches“) – Ehefrau
- Scout Taylor-Compton, Folgen: „Piper und die Tafelrunde“ (Originaltitel: „Sword and the City“) und „Die Spinne“ (Originaltitel: „Spin City“) – Fee
- Marisol Nichols, Folge: „Zwischen den Zeiten“ (Originaltitel: „Chris-Crossed“) – Bianca
- Jodi Lyn O’Keefe, Folge: „Die Spinne“ (Originaltitel: „Spin City“) – Spinnen-Dämon

#### Staffel 7
- James Avery, Folge: „Blinder Zorn“ (Originaltitel: „A Call to Arms“) – Zola
- Kristen Miller, Folge: „Nackte Tatsachen“ (Originaltitel: „The Bare Witch Project“) – Lady Godiva
- Charisma Carpenter, Folgen: „Der Rivalitätszauber“ (Originaltitel: „Cheaper by the Coven“), „Todesengel“ (Originaltitel: „Styx Feet Under“) und „Ich sehe was, was du nicht siehst“ (Originaltitel: „Witchness Protection“) – Kyra
- Anne Dudek, Folge: „Die Hexen von nebenan“ (Originaltitel: „Ordinary Witches“) – Denise
- Sebastian Roché, Folge: „Carpe Dämon“ (Originaltitel: „Carpe Demon“) – Hexenmeister
- David Anders, Folge: „Feuer und Flamme“ (Originaltitel: „Show Ghouls“) – Graf Roget
- Danneel Ackles, Folge: „Macht oder Leben“ (Originaltitel: „Something Wicca This Way Goes“) – verwandelte Paige
- Glenn Morshower, Folge: „Macht oder Leben“ (Originaltitel: „Something Wicca This Way Goes“) – Agent Keyes
- Scout Taylor-Compton, Folge: „Macht oder Leben“ (Originaltitel: „Something Wicca This Way Goes“) – Fee

#### Staffel 8
- Janice Dickinson, Folge: „Totgesagte leben länger“ (Originaltitel: „Still Charmed and Kicking“) – Janice Dickinson
- Glenn Morshower, Folge: „Totgesagte leben länger“ (Originaltitel: „Still Charmed and Kicking“) – Agent Keyes
- Michael Trevino, Folge: „Halliwells im Wunderland“ (Originaltitel: „Malice in Wonderland“) – Alastair
- Alana de la Garza, Folge: „Verzweifelte Haushexen“ (Originaltitel: „Desperate Housewitches“) – Sylvia
- Michelle Stafford, Folge: „Verzweifelte Haushexen“ (Originaltitel: „Desperate Housewitches“) – Mandi
- Barbara Niven, Folgen: „Billies Killer-Eltern“ (Originaltitel: „Mr. & Mrs. Witch“) und „Ein hoher Preis“ (Originaltitel: „Generation Hex“) – Helen Jenkins
- Gil Birmingham, Folge: „Mit gleicher Münze“ (Originaltitel: „Payback’s a Witch“) – Indianerhäuptling
- Scout Taylor-Compton, Folgen: „Klein, aber mein“ (Originaltitel: „Repo Manor“) und „Hexenkampf“ (Originaltitel: „Gone with the Witches“) – Fee

## Charaktere und fiktive Orte

### Hauptcharaktere

#### Prudence „Prue“ Halliwell
Prue ist die Älteste der Halliwells. Nach dem Tod ihrer Mutter (Patty) und der Flucht ihres Vaters (Victor) fühlt sie sich für Phoebe und Piper verantwortlich. Mit Phoebe versteht sie sich nicht besonders gut, da Phoebe freiheitsliebend und, ihrer Meinung nach, verantwortungslos ist. Zu Beginn der ersten Staffel arbeitet sie als Antiquitätenprüferin und wechselt von einem Museum zu einem Auktionshaus. Bei ihrer Arbeit stößt sie unfreiwillig auf magische Gegenstände. In der zweiten Staffel macht sie ihr Hobby Fotografieren zum Beruf und wird Fotoredakteurin. Prue ist bis zu ihrem Tod Ende der dritten Staffel die Mächtigste der Schwestern. Ihr Jugendfreund Andy Trudeau und sie flirten immer wieder, kommen aber erst kurz vor Andys Tod wieder zusammen.
Sie besaß die Fähigkeiten der Telekinese und der Astralprojektion.

#### Piper Halliwell
Piper ist die zweitgeborene Schwester. Sie ist ein fürsorglicher Mensch mit dem Wunsch nach einem normalen Leben. Um ihre kranke Großmutter finanziell zu unterstützen, hat Piper bis zu deren Tod als Bankangestellte gearbeitet. Ihr Talent ist aber das Kochen, das sie bei ihrer Großmutter erlernt hat. Sie arbeitet in der ersten Staffel in einem Restaurant (Quake) als Köchin. Aber bereits in der zweiten Folge wird sie von ihrem Chef zur Geschäftsführerin ernannt. Ab der zweiten Staffel leitet sie den Club P3, deren Besitzer sie und ihre Schwestern sind. Der Name ist eine Anspielung auf die Anfangsbuchstaben der Vornamen der Schwestern und soll auf die Macht der Drei anspielen. Pipers Charakter macht die größte Wandlung durch. Zu Beginn ist Piper eine schüchterne und zurückhaltende Frau. Dies ändert sich im Laufe der Zeit. Vor allem nach Prues Tod übernimmt Piper Verantwortung für ihre Schwestern und ihre Fähigkeiten verstärken sich. Piper heiratet Leo, ihren Wächter des Lichts, in der dritten Staffel. Sie haben zwei Söhne, Wyatt und Chris. In der letzten Folge sieht man noch ihre Tochter, Melinda, und erfährt, dass Piper ein Restaurant eröffnet hat.
Piper hat die Fähigkeit, alles erstarren zu lassen. Später kann sie auch Dinge und Wesen in die Luft sprengen. Die Fähigkeit macht ihr lange Probleme, bis sie sie vollkommen kontrollieren kann.

#### Phoebe Halliwell
Phoebe ist die drittgeborene Schwester und somit – bis zum Erscheinen von Paige – die Jüngste. Sie hat nach dem Tod von ihrer Großmutter das Haus verlassen und ist nach New York gegangen. Nach einiger Zeit kommt sie pleite zurück und findet in der ersten Folge das Buch der Schatten auf dem Dachboden. Da sie über Talent im kreativen Schreiben verfügt, verfasst sie regelmäßig die Zaubersprüche. Während der ersten drei Staffeln studiert sie Psychologie und schließt mit einem Bachelor ab. In der dritten Staffel verliebt sie sich in Cole, der später durch die Hexen vernichtet wird. In der Mitte der vierten Staffel retten die Schwestern eine Unschuldige, die als Ratgeberkolumnistin beim Bay Mirror arbeitet. Sie quittiert ihren Job und überlässt ihn Phoebe. Dieser Job erfüllt Phoebe von Anfang an und sie behält ihn bis zum Ruhestand. Ihre nächsten beiden Beziehungen beginnen ebenfalls im Bay Mirror, wo sie sich erst in ihren neuen Chef Jason Dean verliebt, mit dem sie auch um die ganze Welt fliegt, sowie in ihren Ghostwriter Leslie, der für sie während einer zweimonatigen Auszeit einspringt. Mitte der letzten Staffel lernt sie Coop, einen Cupido kennen, den sie in der letzten Folge auch heiratet. Am Ende sieht man wie Phoebe, die kurz vor der Geburt steht, und Coop sich von ihren beiden Töchtern verabschieden.
Phoebe kann sowohl in die Zukunft als auch in die Vergangenheit sehen. Später bekommt sie die Fähigkeit der Levitation. Des Weiteren beherrscht sie später Empathie. Zum Ende der sechsten Staffel nimmt das Tribunal Phoebe ihre magischen Kräfte, da sie sie zu oft zu ihrem persönlichen Nutzen eingesetzt hat. Später bekommt sie ihre Kräfte nach und nach wieder zurück.

#### Paige Matthews
Paige ist die jüngste der Halliwell-Hexen. Sie ist die Tochter von Patty Halliwell und Sam Wilder, dem Wächter des Lichts von Patty, in den sie sich verliebt hat, nachdem Patty ihren Mann Victor verlassen hat. Am Anfang der ersten Folge der vierten Staffel erscheint sie das erste Mal auf Prues Beerdigung. Paige hat ein sehr unstetes Leben und hat schon einiges durchgemacht, unter anderem hat sie ihre Adoptiveltern bei einem Autounfall verloren. Danach hatte sie viele Schwierigkeiten und ist trockene Alkoholikerin. Doch sie hat ein den Adoptiveltern gegebenes Versprechen eingelöst, sich zu bessern und zu studieren. Als sie auf ihre Schwestern trifft, arbeitet sie als Sozialarbeiterin in einem Unternehmen, das sich um soziale Notfälle kümmert. Sie kündigt ihren Job später und widmet sich ganz dem Hexendasein. Nach einiger Zeit überkommt sie doch der Drang nach mehr Erfüllung in ihrem Leben. So nimmt sie mehrere verschiedene Jobs an, die alle einen magischen Hintergrund haben. Schließlich übernimmt sie die Leitung der Zauberschule, welche sie dann aber an Leo abgibt, um sich ganz ihrem Dasein als Hexe und Mitglied der Mächtigen Drei sowie dem Leben als Wächterin des Lichts zu widmen. In der letzten Staffel heiratet sie Henry, einen Bewährungshelfer. In der finalen Folge sieht man die beiden mit einem Sohn und Zwillingsmädchen.
Paige besitzt die Fähigkeit der Telekinese und kann – da sie zur Hälfte Wächterin des Lichts ist – auch „beamen“. Durch diese Hälfte erlernt sie am Ende der Serie auch die Fähigkeit zu heilen.

#### Leonardo „Leo“ Wyatt
Leo ist der Wächter des Lichts der drei bzw. vier Schwestern bis zum Ende der fünften Staffel, wo er zu einem Ältesten wird. Diese Stellung wird ihm im Verlauf der siebten Staffel wieder genommen, weil er die Ältesten verriet, als er sich den Avataren anschloss. Als Konsequenz wird er als ganz normaler Mensch auf die Erde zurückgeschickt. Allerdings kommt er mit seiner Sterblichkeit und seiner Machtlosigkeit nicht zurecht. Im weiteren Verlauf der Serie wird Leo der Leiter der Zauberschule. Er heiratet Piper und hat drei Kinder mit ihr.

### Mitglieder der Familie Halliwell
- Penelope „Penny“ Halliwell: Penny ist die Großmutter der vier Schwestern. Prue, Piper und Phoebe standen ihr sehr nah, da sie die Mädchen aufzog. Die Mutter der drei, Patty, starb, als die Mädchen noch sehr jung waren. Nachdem Penny gestorben ist, taucht sie als Geist immer wieder auf. Sie hatte die Fähigkeit der Telekinese.

- Patricia „Patty“ Halliwell: Patty ist die Mutter der vier Schwestern. Allerdings ist Patty sehr früh gestorben. Ihr Wächter des Lichts war Sam, der Vater von Paige. Sie wurde von Sam abgelenkt, als sie einen Wasserdämon bekämpfte. Um ihn zu retten, ließ Patty ihn erstarren, was dem Dämon die Zeit gab, sie zu töten. Patty kommt in der Serie ab und zu vor, wobei sie in der Folge „Trauung mit Hindernissen“ das erste Mal real in der Gegenwart war. Damals wurde sie von den Ältesten als Mensch auf die Erde geschickt, um bei Pipers Hochzeit mit Leo als Mutter anwesend zu sein. Später kam sie noch öfter, unter anderem wurde sie auf Geheiß von Victor von Penny gerufen, damit sie den Streit zwischen den beiden schlichtet. Außerdem kommt sie noch einmal in der letzten Folge vor. Sie hatte die Fähigkeit, die Zeit anzuhalten.

- Victor Bennett: Victor ist der Vater von Prue, Piper und Phoebe und war einige Jahre mit Patty verheiratet. Allerdings ließen sie sich ein oder zwei Jahre nach Phoebes Geburt scheiden. Er taucht in der Serie des Öfteren auf. In der sechsten Staffel erzählt der Chris aus der Zukunft, dass er ein sehr enges Verhältnis zu seinem „Grandpa“ hat. Victor kommt vor allem in Staffel 8 sehr häufig vor, um auf Wyatt und Chris aufzupassen.

- Wyatt Matthew Halliwell: Wyatt ist das erste Kind von Piper und Leo. Er ist das mächtigste magische Wesen und hatte schon im Mutterleib starke magische Kräfte. Als Baby ließ er einen Drachen auf San Francisco los. Seine Vornamen setzen sich aus Leos und Paiges Nachnamen zusammen. Man sieht in zwei Folgen der sechsten Staffel einen erwachsenen Wyatt, der böse ist. Sein Bruder Chris kommt aus der Zukunft, um zu verhindern, dass er auf die böse Seite gerät. Diese Information veranlasst den Ältesten Gideon dazu, Wyatt zu töten, was ihm nicht gelingt, da er selbst vorher von Leo getötet wird. Wyatt wird dadurch ein mächtiger und wichtiger Bestandteil der guten Magie. Auch der erwachsene Wyatt hat einen Gastauftritt in der letzten Folge, um sich seine Zauberkräfte zurückzuholen.

- Christopher „Chris“ Perry Halliwell: Chris ist der zweitgeborene Sohn von Piper und Leo. Er hat seinen Namen von Leos Vater. Er hat weniger Macht als Wyatt, ist jedoch ein sehr wichtiger Charakter. Noch bevor er auf der Welt ist, kommt Chris aus der Zukunft. Er ist in der gesamten sechsten Staffel zu sehen, denn er kommt als zweiundzwanzigjähriger aus der Zukunft, um zu verhindern, dass Wyatt auf den Weg des Bösen gerät. Er macht ein großes Geheimnis um sich und die Zukunft, bis sich durch eine Vision von Phoebe herausstellt, dass er Pipers Sohn ist. Er verhält sich sehr reserviert gegenüber Piper, da sie schon an seinem 14. Geburtstag stirbt. Dies wurde jedoch durch die Veränderung der Zukunft verhindert. Zu Leo hat er ein angespanntes Verhältnis, da dieser in der Zukunft wenig Zeit für ihn hat, was sich jedoch bessert. Da Chris zur Hälfte ein Wächter des Lichts ist, hat er die Kraft des „Beamens“, außerdem besitzt er noch die Kraft der Telekinese. Am Ende der sechsten Staffel wird er von Gideon getötet. Am selben Tag bringt Piper Chris auf die Welt. Chris versucht, in der siebten Staffel, seinen Vater Leo von seinen inneren Schmerzen und seinen Schuldgefühlen, wegen Chris’ Tod, zu befreien. In der letzten Folge kommt Chris aus der Zukunft, weil Wyatt seine Zauberkräfte verloren hat.

### Freunde
- Darryl Morris (Dorian Gregory): Seinen ersten Auftritt hatte er in der ersten Folge der Serie. Der Polizist entwickelte sich nach Andys Tod zu einem polizeilichen Ansprechpartner für die Halliwell-Schwestern. Er half ihnen ziemlich oft aus der Klemme und wurde dank der Schwestern letztendlich befördert. Zwischen der siebten und achten Staffel zog er mit seiner Familie um. In der Folge „Lauf, Piper, lauf“ wird erwähnt, dass er inzwischen an der Ostküste lebt.

- Sheila Morris (Sandra Prosper): Sheila ist die Ehefrau von Darryl und hat zusammen mit ihm zwei Kinder. Sie weiß von Darryl, dass die Schwestern Hexen sind.

- Andrew „Andy“ Trudeau (T. W. King): Andy kannte die Schwestern schon als Kind und verliebte sich schon zu Highschool-Zeiten in Prue. Er war der erste Sterbliche, der erfahren hat, dass Prue, Piper und Phoebe Hexen sind. Dies kostete ihn letztendlich auch das Leben. Im Staffelfinale der ersten Staffel wurde er vom Dämon Rodriguez getötet.

- Billie Jenkins (Kaley Cuoco): Billie stößt in der achten Staffel zu den Schwestern. Sie ist ein Schützling von Paige und auf der Suche nach ihrer Schwester Christy, welche vor 15 Jahren von der Triade entführt wurde. Sie ist ebenfalls eine Hexe, hat die Kraft der Telekinese und der Projektion.

### Feinde
Im Laufe von acht Jahren hatten die Mächtigen Drei verschiedene Feinde, von denen sie oft fast überwältigt wurden.
| Name                                                             | Zeitraum                                              | Vorgehensweise | Sieg durch |
| ---------------------------------------------------------------- | ----------------------------------------------------- | --- | --- |
| Rex Buckland und Hannah Webster                                  | 1. Hälfte der 1. Staffel                              | Rex Buckland war der Chef in Bucklands Auktionshaus, wo er Prue einstellte. In der Folge „Machtlos“ hängt er Prue zuerst einen Diebstahl und dann einen Mord an, um an die Zauberkräfte der Halliwells zu kommen.                 | Leo gibt den Schwestern unerkannt ihre Zauberkräfte wieder, nachdem sie sie aufgegeben hatten. Rex wird von Hannah getötet und Hannah anschließend von einem unbekannten vernichtet (verbrannt).                |
| Die Triade und Balthasar                                         | 1. Hälfte der 3. Staffel                              | Im Auftrag der Triade sollte Balthasar sich bei den Mächtigen Drei als normaler Mensch ausgeben und sie so im Vertrauen töten. | Balthasar alias Cole vernichtet die Triade. Durch Phoebes Liebe zu Cole wechselt er die Seiten. |
| Die Quelle des Bösen                                             | 2. Hälfte der 3. Staffel und 1. Hälfte der 4. Staffel | Die Quelle sandte im Laufe der Zeit verschiedene Dämonen, die die Mächtigen Drei vernichten sollte. Erfolg hatte jedoch nur Shax. Schlussendlich befreite die Quelle selbst das Schwarze Nichts und trat gegen die Schwestern an. | Durch einen Zauberspruch, der die Kräfte der Vorfahren herbeiruft. |
| Die Seherin und Cole als Quelle                                  | 2. Hälfte der 4. Staffel                              | Nachdem die vorherige Quelle besiegt wurde, hat die Seherin Cole zur neuen Quelle gemacht. Später wurde auch die Seherin zur Quelle gekrönt.                                                                                      | Beide wurden durch die Macht der Drei vernichtet. |
| Cole                                                             | 1. Hälfte der 5. Staffel                              | Cole sammelt im Jenseits des Bösen, neue Kräfte anderer Dämonen und kehrt zurück, um durch Intrigen Phoebes Liebe zurückzugewinnen.                                                                                               | In der von Cole gemachten Realität war er nicht so wie vorher unbesiegbar, sondern immer noch Balthasar. So konnte er von den Mächtigen Drei endgültig vernichtet werden.                                       |
| Gideon                                                           | 2. Hälfte der 6. Staffel                              | Durch sein Wissen über die Zukunft, dass Wyatt böse werden sollte, wollte er Wyatt um jeden Preis vernichten. | Zum Schutz seiner Söhne tötete Leo Gideon durch elektrische Blitze. |
| Zankou                                                           | 2. Hälfte der 7. Staffel                              | Zankou schwächte die Schwestern mit Hilfe von Unschuldigen, die sie nicht retten konnten, um an das Buch der Schatten zu gelangen.                                                                                                | Zankou nahm den Nexus in sich auf, um endlich die Mächtigen Drei zu vernichten. Später wurde er zusammen mit dem Nexus vernichtet.                                                                              |
| Die Triade und die Jenkins-Schwestern als „Die Ultimative Macht“ | 2. Hälfte der 8. Staffel                              | Die Jenkins-Schwestern verbündeten sich gegen die Halliwells und kündigten einen großen Kampf zwischen ihnen an. Der Vorwand: Die Halliwells seien fahrlässig mit der Magie umgegangen.                                           | Christy wurde von ihrer Schwester Billie aus Notwehr vernichtet. Die Triade wurde durch ein Zauberelixier der Mächtigen Drei vernichtet. Dies war möglich, da sie zwischenzeitlich nur als Geister existierten. |

### Orte

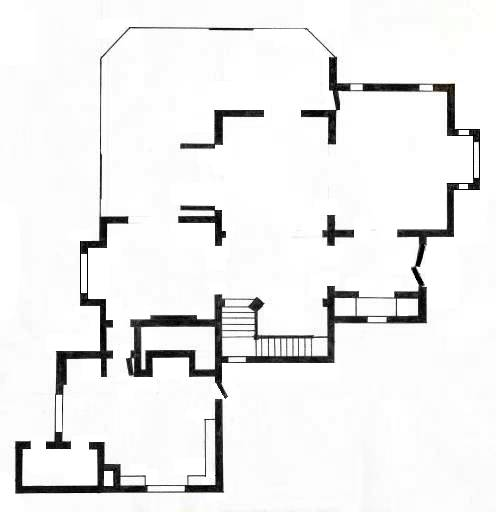
Der Plan des Erdgeschosses im Halliwell Manor

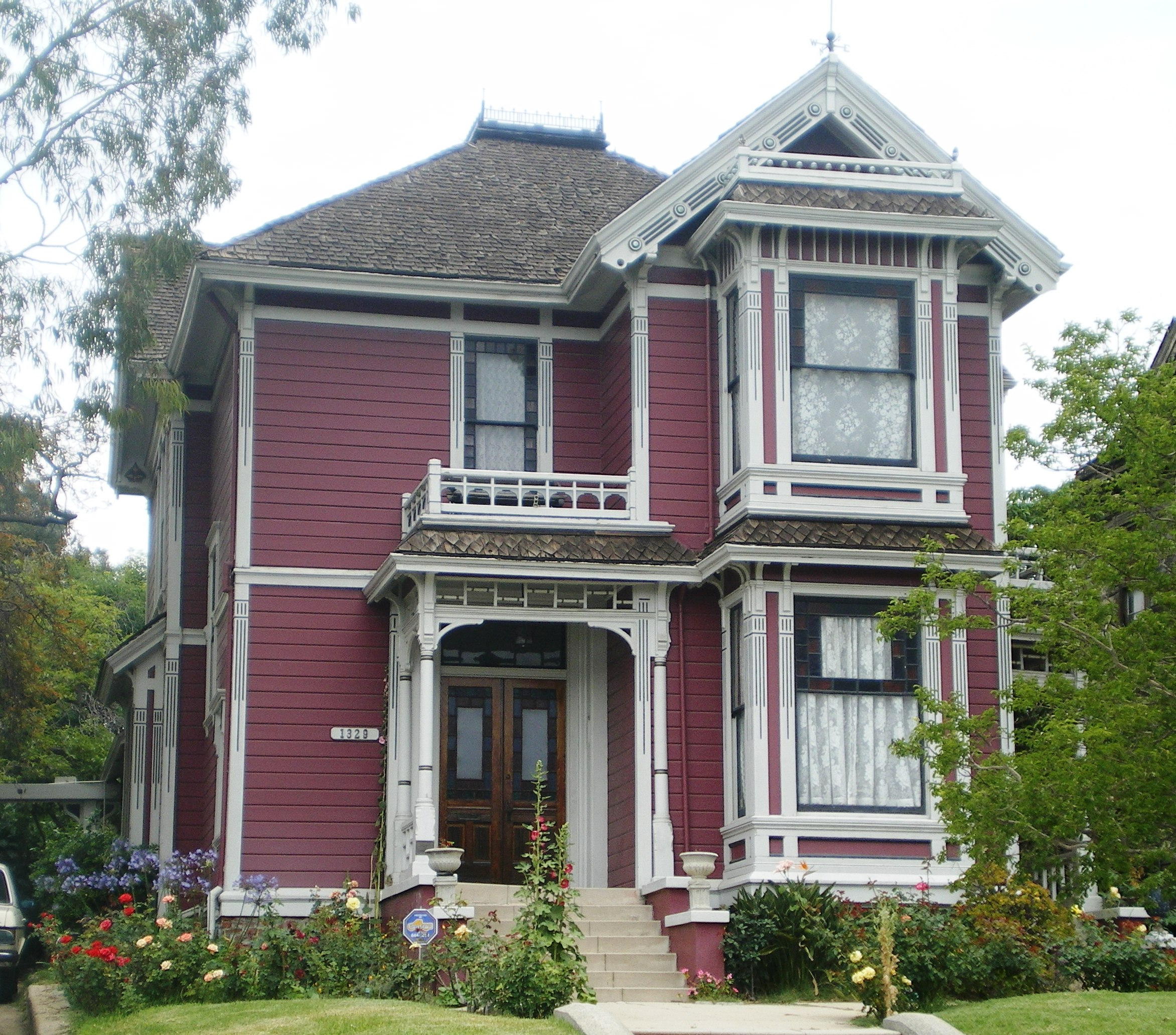
Das Charmed-Haus in Los Angeles

#### Das Haus
Das Haus oder auch das „Manor“ der Mächtigen Drei befindet sich in der Realität in Los Angeles 1329 Carroll Avenue im Stadtteil Echo Park, obwohl die Serie in San Francisco spielt.
Es dient als Wohnort für die Mächtigen Drei, aber auch als Kampf- und Beschwörungsort. Im Finale der Serie wird es im Zuge der Ultimativen Schlacht vollkommen zerstört, was jedoch später durch eine Zeitreise wieder verhindert wird.
Zudem enden fast alle Staffeln der Serie mit dem Eingang des Manors, wobei sich die Tür auf verschiedene Art und Weise schließt. Einzige Ausnahme ist die sechste Staffel, die mit einer Aufnahme von Piper und Leo mit dem neugeborenen Chris im Krankenhaus endet. Auch hier schließt sich jedoch in Anlehnung an die Tradition eine Tür.

#### Das P3
Das P3 (steht für Prue, Piper und Phoebe) ist der Nachtclub, den die drei Schwestern zu Beginn der zweiten Staffel kaufen, da Piper alleine das Geld nicht aufbringen kann. Piper leitet den Club und ist damit sehr beschäftigt. Im P3 sitzen die Schwestern oft zusammen, um einen Sieg über das Böse zu feiern oder um zu entspannen und sich mit ihren Dates zu verabreden. Für eine Folge der vierten Staffel hieß das P3 „The Spot“, um den Gewinn anzukurbeln, was jedoch schnell wieder verworfen wurde. Chris wohnt, während er der Wächter des Lichts der Mächtigen Drei ist, im Hinterzimmer und hilft im Club aus.

#### Die Zauberschule
Das erste Mal kam die Zauberschule in Episode 14 der sechsten Staffel „Die kopflosen Drei“ vor. Wo genau die Schule sich befindet wird nie erklärt. Die Zauberschule ist der Ort, an dem junge Hexen und Zauberer ihre Fähigkeiten erlernen. Das beginnt schon im Kleinkindalter im Kindergarten, in den Wyatt geht, auch wenn Piper der Schule anfangs skeptisch gegenübersteht. Die Schule fördert alle möglichen Fähigkeiten, darunter Telekinesekurse, Levitation, Zaubersprüche schreiben, Elixierzubereitung, Astralprojektion, Magische Musikkompositionen, Waffensysteme des Mittelalters und Geschichte der guten Magie.
Gideon, ein Ältester, hatte die Idee für die Schule und führte sie bis zum Finale der sechsten Staffel. Später sollte aus Gründen der Führungslosigkeit die Schule geschlossen werden. Paige setzte sich dafür ein, dass die Schule weiterhin bestehen blieb und wird zur nächsten Leiterin der Schule, mit deren Führung sie jedoch stark überfordert ist. Als Leo sterblich wird, überlässt sie ihm die Stelle als Leiter der Zauberschule.
Im Finale der siebten Staffel schaffte es der Dämon Zankou, in die Schule einzudringen und ab sofort konnte dort keine Magie mehr gelehrt werden. Die Zauberschule wurde ein Platz des Bösen bis zum Serienfinale. In der letzten Folge der Serie heiraten Phoebe und Coop in der Zauberschule und Leo wird wieder zu deren Leiter.

## Ausstrahlung

### Vereinigte Staaten
Mit der zweithöchsten Quote einer Serienpremiere von 7,70 Millionen Zuschauern auf The WB startete die Serie überaus erfolgreich am Mittwochabend. Als die zweite Staffel begann, wechselte auch der Sendeplatz auf Donnerstagabend um 21 Uhr. Einen weiteren Sendeplatzwechsel machte Charmed mit dem Beginn der fünften Staffel – die Mysteryserie wurde Teil vom „The WB’s Big Sunday“. Ab der siebten Staffel hatte Charmed auf diesem Sendeplatz mit Quotenproblemen zu kämpfen. Dies lag unter anderem an erfolgreichen Konkurrenzformaten wie Extreme Makeover: Home Edition, Die Simpsons und auch an Quotengaranten wie der Verleihung des Golden Globe oder des Grammy.

### Deutschland
Die erste Staffel von Charmed wurde auf ProSieben immer sonntags um 16 Uhr gesendet. Mit der zweiten Staffel wechselte die Serie zum Samstagnachmittag etwa um dieselbe Zeit.
Durch die hohen Einschaltquoten wurde die dritte Staffel in die Prime Time am Mittwoch um 21:15 Uhr verschoben. Nach zwei Monaten wechselte die Staffel auf den Sendeplatz um 20:15 Uhr und im Anschluss um 21:15 Uhr wurde eine weitere Folge von Charmed, allerdings aus der ersten Staffel, gezeigt. Die vierte Staffel mit der neuen Besetzung von Rose McGowan begann ebenfalls auf diesem Sendeplatz. Ebenso wie die fünfte, sechste und siebte Staffel.
Die achte und finale Staffel wurde bis zur zehnten Folge immer dienstags um 20:15 Uhr ausgestrahlt. Durch mangelnde Promotion und die starke US-Serien Konkurrenz auf RTL konnte diese aber nicht an den Erfolg der vorherigen Staffeln anknüpfen. Ab November 2006 wurde die Ausstrahlung zunächst eingestellt. Charmed wurde wieder auf Samstagnachmittag verschoben.
Ab Februar 2006 wurde die Serie zusätzlich montags bis freitags um 16 Uhr wiederholt, bis ProSieben die Serie schließlich ab dem 5. November 2007, aufgrund schlechter Einschaltquoten, ersetzte und die Charmed-Wiederholungen auf 11 Uhr vormittags verschob.
Im Sommer 2008 strahlte kabel eins die ersten Folgen der Serie am Montagabend aus. Aufgrund von schlechten Einschaltquoten verschwand sie allerdings kurze Zeit später wieder aus dem Programm.
Ab dem 23. November 2009 wurde Charmed mit Beginn der sechsten Staffel erneut von ProSieben um 13:05 Uhr ausgestrahlt. Vom 8. bis zum 26. Februar 2010 wechselte Charmed den Sendeplatz und lief zwischen 11:00 und 11:30 Uhr. Die letzte Folge der Serie beendete am 1. März 2010 um 6 Uhr die Ausstrahlung bei ProSieben. Seit November 2011 wird Charmed mit Unterbrechungen im Nachmittagsprogramm und in der Prime Time von sixx ausgestrahlt. Von Januar 2011 bis Januar 2015 strahlte kabel eins die Serie ebenfalls mit Unterbrechungen täglich im Vormittagsprogramm aus.

### Übersicht
| Staffel   | Episoden | Erstausstrahlung (The WB)           | Erstausstrahlung (ProSieben)          |
| --------- | -------- | ----------------------------------- | ------------------------------------- |
| Staffel 1 | 22       | 7. Oktober 1998 bis 26. Mai 1999    | 9. Mai 1999 bis 3. Oktober 1999       |
| Staffel 2 | 22       | 30. September 1999 bis 18. Mai 2000 | 9. September 2000 bis 27. Januar 2001 |
| Staffel 3 | 22       | 5. Oktober 2000 bis 17. Mai 2001    | 6. Juni 2001 bis 25. September 2002   |
| Staffel 4 | 22       | 4. Oktober 2001 bis 16. Mai 2002    | 2. Oktober 2002 bis 5. März 2003      |
| Staffel 5 | 23       | 22. September 2002 bis 11. Mai 2003 | 14. April 2004 bis 28. Juli 2004      |
| Staffel 6 | 23       | 28. September 2003 bis 16. Mai 2004 | 9. Februar 2005 bis 29. Juni 2005     |
| Staffel 7 | 22       | 12. September 2004 bis 22. Mai 2005 | 6. Juli 2005 bis 16. November 2005    |
| Staffel 8 | 22       | 25. September 2005 bis 21. Mai 2006 | 19. September 2006 bis 24. März 2007  |

Anmerkung
- Die letzte Folge der dritten Staffel wurde unabhängig von den anderen Folgen, eine Woche vor dem Start der vierten Staffel auf ProSieben erstausgestrahlt.

## Trivia
- Das Buch der Schatten wiegt 9 Pfund und ist fast ausschließlich von Hand gemalt.
- Holly Marie Combs ist die einzige Schauspielerin die in jeder Folge erscheint, einschließlich der nicht ausgestrahlten Pilotfolge.
- Jennifer Rhodes taucht in ihrer Rolle als Penny Halliwell in jeder Staffel mindestens in einer Folge auf.
- Die Serie wurde bereits nach der Ausstrahlung der ersten beiden Episoden um eine zweite Staffel verlängert.
- Die Titelmusik How Soon Is Now? von Richard Butlers damaligen Band Love Spit Love ist ein Cover von The Smiths.
- Michael Bailey Smith verkörperte mehrere verschiedene Dämonen. Wie beispielsweise Belthazar, Shax oder Die Quelle.
- In der ersten Staffel arbeitet Prue bei einem Auktionshaus namens Buckland. Die Bucklands, Raymond und Rosemary galten als die ersten Menschen, die die Wicca-Religion nach Nordamerika brachten.
- Die Figur Cole war ursprünglich nur für 7 Episoden vorgesehen, aber weil die Produzenten so zufrieden mit der Leistung von Darsteller Julian McMahon und seiner Zusammenarbeit mit Alyssa Milano waren, machten sie ihn schließlich zum Hauptdarsteller.
- Die Serien spielt in San Francisco, gedreht wurde aber in Los Angeles. Das Haus das für die Außenaufnahmen des Halliwell Manor dient, befindet sich in der 1329 Carroll Avenue, Los Angeles, Kalifornien.
- Zwischen Staffel zwei und drei kam es zu Differenzen bezüglich möglicher Handlungsstränge zwischen Produzent Brad Kern und Constance M. Burge, ebenfalls ausführende Produzentin und Autorin. Schlussendlich verließ Burge die Serie und Kern übernahm die komplette Produktionsführung.
- Die Macher der Show wollten Bilder von Prue im ganzen Haus und in Rückblenden, aber die Führung des Sender-Netzwerks sagte, sie müssten dafür ihr Budget benutzen, um Dohertys Gehalt für diese Bildnutzung zu zahlen. Schlussendlich haben sie nie welche verwendet und mussten sich auch für das Serienfinale entscheiden, ob sie ein Bild von Prue im Haus hängen haben oder alte Gaststars dabei haben wollten.
- Lori Rom wurde für die Pilotfolge für die Rolle der Phoebe gecastet, aber schied nach den Dreharbeiten aus persönlichen Gründen aus und wurde durch Alyssa Milano ersetzt. Die bereits gedrehten Szenen mussten mit Milano neu gedreht werden. Bei Andy Trudeau gab es auch einen Darstellerwechsel. Zuerst von Chris Boyd gespielt, wurde er durch Ted King ersetzt.
- Der Vater der Schwestern, Victor Bennett, wurde bei seinem ersten Auftritt in der dritten Folge der ersten Staffel noch von Anthony John Denison dargestellt, bevor James Read die Rolle übernahm.
- Von den Rollen Piper, Phoebe, Paige und Belthazor gab es von der Firma SOTA Toys Aktionfiguren.
- Rebecca Balding, die Phoebes Chefredakteurin Elise Rothman beim Bay Mirror spielt, war bereits in einer anderen Rolle in der siebten Folge der ersten Staffeln (The Fourth Sister) als Tante Jackie zu sehen.
- Amy Adams ist in der 16 Folge der zweiten Staffel („Murphy’s Luck“) in einer Episodenrolle zu sehen.
- Aus finanziellen Gründen wurde die Rolle Darryl Morris nach der siebten Staffel komplett gestrichen und für die achte Staffel wurde das Budget so gekürzt, dass kaum noch vor Ort gedreht werden konnte und bei der Rolle Leo von Darsteller Brian Krause eingespart werden musste. So ist Krause in der achten Staffel nur in 12 von 22 Episoden zu sehen.
- Der Handlungsstrang um die Figur Chris in der sechsten Staffel war bereits geplant, als Holly Marie Combs wirklich schwanger wurde. So wurde versucht ihre echte Schwangerschaft zu verbergen, bis sie in die bereits geplante Geschichte passte.
- Nachdem die Vorahnungskraft von Phoebe zunächst wächst, erhält sie in der dritten Staffel zusätzlich die aktive Kraft der Levitation. Doch aufgrund der gefährlichen und teuren Stunts für das Fliegen wurde diese später durch die neue Kraft der Empathie ersetzt.
- Nachdem in der dritten Staffel Phoebe vorhergesagt wird, dass der Name ihrer wahren Liebe mit einem C beginnt, wird mit der Einführung von Coop in der achten Staffel klar, dass nicht Cole gemeint war.
- Jede Staffel endet mit dem Schließen der Haustür. Ausnahme ist die sechste Staffel mit den Krankenhaustüren nach der Geburt von Chris. In der letzten Staffel schließt Piper und Leos Enkeltochter die Tür per Telekinese, genau wie zuvor auch Prue.
- In der dritten Folge der 16. Staffel (Reunited) von Grey’s Anatomy gibt es einen Gastauftritt von Holly Marie Combs und Alyssa Milano mit einer Anspielung auf Charmed. Sie treten als Schwestern auf, die dritte liegt dabei im Krankenhausbett und ihre Rollennamen beginnen alle mit demselben Buchstaben. In diesem Fall mit H anstatt P. Krista Vernoff, Showrunnerin von Grey’s Anatomy arbeitete von 2000 bis 2004 als Autorin und Produzentin für Charmed.
- Shannen Doherty († 13. Juli 2024) und Julian McMahon († 2. Juli 2025) verstarben beide an den Folgen einer Krebserkrankung – ihre Todesdaten lagen fast genau ein Jahr auseinander.[4]

## Veröffentlichung

### DVDs
Seit Mai 2005 ist Charmed in Deutschland auf DVD erhältlich. Inzwischen sind alle acht Staffeln erschienen, die auf jeweils zwei Boxsets aufgeteilt sind.
Nur die DVDs zur achten Staffel enthalten Extras, sie sind seit Februar 2007 in Deutschland erhältlich.
Im Dezember 2005 erschien eine „Charmed Season 1–4“-Box mit den ersten vier Staffeln. Am 30. Oktober 2006 erschien als Sonderedition die „Charmed-Zaubertruhe“. Sie enthält die ersten sieben Staffeln und Freiraum für die achte Staffel. Zur Edition gehören ein T-Shirt und ein Episodenführer.
2007 erschien in Amerika die „Ultimate Edition“. Sie beinhaltet alle acht Staffeln aufgeteilt in vier DVD-Bücher. Sie beinhalten nur die DVDs und auf den Covern sind Bilder von den vier Charmed Schwestern. Obwohl es aus amerikanischer Produktion stammt beinhaltet diese Box mehrere Sprachen, darunter: Deutsch, Englisch, Spanisch, Französisch, Schwedisch und Norwegisch. Auf der linken Innenseite jedes DVD-Buches findet man einen englischsprachigen Episodenguide, auf der DVD-Buchrückseite befindet sich ein ebenfalls englischsprachiger Staffelguide.

### BluRay
Seit dem 30. Oktober 2018 ist die erste Season auch auf BluRay in den USA erhältlich. Die Veröffentlichung der zweiten Season auf BluRay erfolgte am 22. Oktober 2019 in den USA.
Eine BluRay-Komplettbox wurde in Deutschland durch Koch Films, dem Home-Entertainment-Vertrieb von Koch Media, als „Buch der Schatten“-Edition am 24. Juni 2021 veröffentlicht.

### Soundtrack
Ebenfalls sind drei Soundtracks zu Charmed erschienen. Häufig sind die Songs der Bands, die im P3 auftraten, vertreten. Der Titelsong How Soon Is Now? von Love Spit Love ist auf allen Soundtracks vorhanden.

## Adaptionen

### Bücher
Zu Charmed wurden zahlreiche Bücher von verschiedenen Autoren geschrieben. Die einzelnen Bücher behandeln bestimmte Episoden, gewisse Teile der Charmed-Geschichte oder ganz eigene Geschichten rund um die drei Hexen und ihre Begleiter.

### Actionfiguren
Begleitend zur Serie sind Actionfiguren erhältlich. In der ersten Figurenserie ist jeweils ein Stück vom Dachboden und eine der Mächtigen Drei oder Balthasar enthalten. In der zweiten Serie basieren die Actionfiguren auf dem Thema Walhalla. Sie sind zur Staffel 6 erschienen.

### Brettspiele
Es existieren zwei Charmed-Brettspiele, bei denen es das Ziel des Spielers ist, durch Würfeln und Ausspielen bestimmter Karten Dämonen zu besiegen oder vorläufig zu beschädigen.
- Das Buch der Schatten, mit den Spielcharakteren Prue, Piper, Phoebe und Leo
- Die Quelle, mit den Spielcharakteren Phoebe, Piper, Paige und Cole

### Comics
Nachdem die Produktion von Charmed nach der achten Staffel beendet wurde, begannen 18 Monate später die Arbeiten an einer weiteren Staffel für Charmed. Aufgrund der Nachfrage vieler Fans weltweit, begannen die Macher von Charmed in Kooperation mit Zenescope Entertainment eine Comicserie herauszubringen, die als offizielle neunte Staffel fungieren soll.
Die Comics sind bisher nur auf Englisch erschienen und sind in Deutschland nur als Sammelband der einzelnen Volumes erhältlich.
Die Geschichte setzt 18 Monate nach der Ultimativen Schlacht ein. Die Schwestern leben ein unbeschwertes Leben in Ruhe und setzen, wie in der letzten Folge zu sehen, ihre Wünsche und Träume um. Doch plötzlich häuft sich die Dämonenaktivität wieder und die Schwestern werden erneut vom Bösen angegriffen.
Während der bislang 16 Comicausgaben verändern sich die Zauberkräfte der Mächtigen Drei und sie bekommen neue dazu. Piper erlernt durch höhere Konzentration ihrer Fähigkeit, dass sie Moleküle nicht nur verlangsamen oder beschleunigen kann, sondern dass sie es auch schafft, diese zum Brennen oder Schmelzen zu bringen. Paige erlernt Wyatts Fähigkeit des Schutzschildes und Phoebe erhält die Fähigkeit, die Gefühle anderer aufgrund der Empathie zu kanalisieren und als Energieblitze aktiv einzusetzen. Dies sah man bereits in der zweiten Staffel, als die Schwestern in die Zukunft reisten.
Billie hat sich von den Schwestern gelöst. Sie ist zwar weiterhin mit ihnen befreundet, jedoch arbeitet sie als Hexe allein – bis es zur Ultimativen Schlacht kommt und sie den Schwestern am Ende von Volume 1 hilft.
Mit insgesamt 24 Ausgaben, die zwischen 2010 und 2012 in den USA veröffentlicht und in vier Bänden zusammengefasst wurden, ist die neunte Staffel von Charmed abgeschlossen. Ausgabe 0 stellt eine Zusammenfassung des Buchs der Schatten dar. Eine zehnte Staffel wurde im April 2014 angekündigt, die erste Ausgabe folgte im Oktober 2014.
In Deutschland ist bisher nur Volume 1 von Panini Comics erschienen.

## Reboot
Im Oktober 2013 wurde bekannt, dass das Fernseh-Network CBS (das die Rechte an allen Spelling-Produktionen besitzt) an einer Neuverfilmung der Serie arbeitete. Es wurde ein Drehbuch für einen Pilotfilm in Auftrag gegeben, das von Christopher Keyser (Party of Five) und Sydney Sidner geschrieben wurde. Dieses Projekt wurde 2014 eingestellt.
Im Januar 2018 bestellte The CW einen offiziellen Pilotfilm für eine neue Charmed-Serie, die von Jennie Snyder Urman, der Produzentin der Fernsehserie Jane-the-Virgin, entwickelt wurde. Diese Neuauflage handelt von drei Schwestern (gespielt von Madeleine Mantock, Melonie Diaz und Sarah Jeffery), die in einer fiktiven Universitätsstadt leben und schließlich entdecken, dass sie Hexen sind. Trotz dieser neuen Protagonistinnen wird dennoch ein Bezug zur ursprünglichen Serie hergestellt. Dass diese in dem gleichen Serienuniversum wie das Original spielt, wird unter anderem durch einen Eintrag im Buch der Schatten deutlich, in welchem die Hexe Melinda Warren erwähnt wird, welche bereits in früheren Staffeln der Originalserie vorgestellt wurde.